# Tinodes paludigenus
Tinodes paludigenus är en nattsländeart som beskrevs av Samuel Hubbard Scudder 1890. Tinodes paludigenus ingår i släktet Tinodes och familjen tunnelnattsländor. Inga underarter finns listade i Catalogue of Life.